# Ostrava
Ostrava (tyska Ostrau) är Tjeckiens tredje största stad och är huvudort för Mähren-Schlesien. Staden var historiskt delad i Moravská Ostrava (Mährisch-Ostrau eller Mähriska Ostrau), på västra sidan av floden Ostravice, och Polska Ostrava (från 1919 kallad Slezská Ostrava, Schlesiska Ostrava), på den östra sidan av floden. De båda städerna slogs samman 1941 och utgör idag stadsdelar i storstaden Ostrava.
Folkmängden i centralkommunen uppgick till 295 653 invånare i slutet av 2013, medan storkommunen (så kallad kommun med utökad befogenhet) hade totalt 326 874 invånare vid samma tidpunkt. Stora kolfyndigheter under 1700-talet gjorde Ostrava till en industristad, men gruvverksamheten upphörde 1994. Fortfarande bedrivs dock gruvdrift i områdena runt om Ostrava, i huvudsak närmare Karviná. Stålproduktionen i Ostrava är fortfarande omfattande även om bland andra Mittal Steel (före detta Ispat Nová Hut' ) sade upp ett antal tusen anställda. Staden har valt att spara ett stort gammalt stålverk som minnesmärke över svunna tider. 
I Ostrava finns pub- och nattklubbsområdet Stodolní ulice med ett femtiotal uteställen.

## Idrott
Innebandy-VM för damer spelades 7-15 december 2013. Damernas Ungdoms-VM i handboll 2012 hölls i Ostrava 1-15 juli. Europacupen i softbollens B-pool 2012 hölls i Ostrava 20-25 augusti. Ostrava var en av värdstäderna för VM i ishockey 2004 och VM i ishockey 2024.